# フリードリヒ5世 (バーデン＝ドゥルラハ辺境伯)

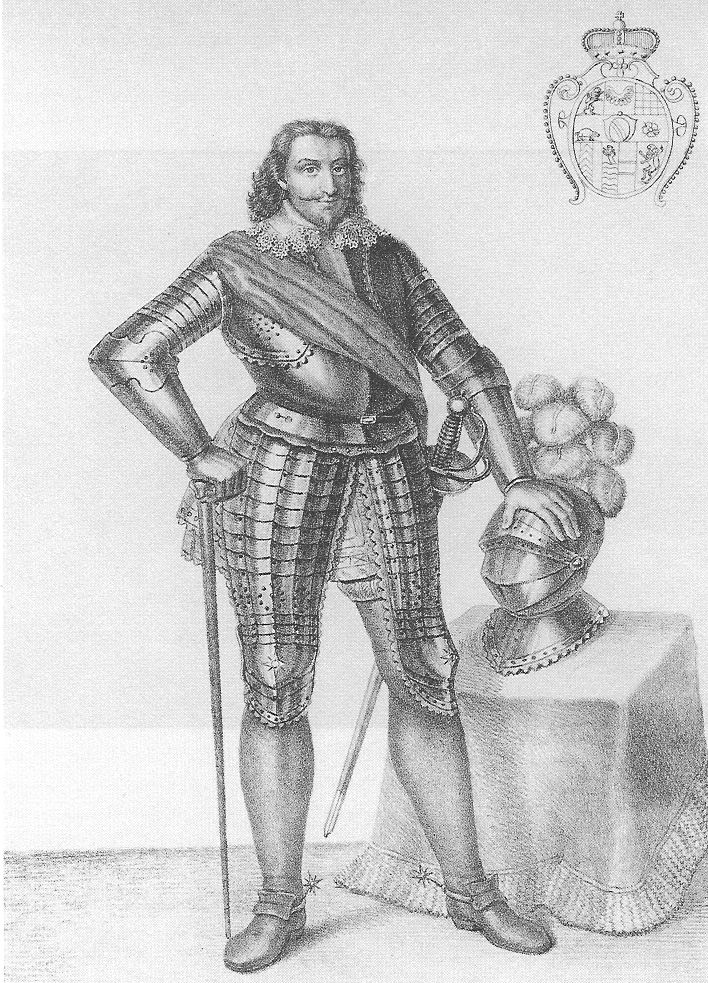
フリードリヒ5世

フリードリヒ5世（Friedrich V., 1594年7月6日 - 1659年9月8日）は、バーデン＝ドゥルラハ辺境伯（在位：1622年 - 1659年）。

## 生涯
フリードリヒ5世は、バーデン＝ドゥルラハ辺境伯ゲオルク・フリードリヒとその妃ユリアーネ・ウルズラ・フォン・ザルム＝ヌフヴィル（1572年 - 1614年）の息子である。
ズルツブルクにおいて教育長ヨハン・ヴァイニンガーらから教育を受け、厳格なルター派の教育を受けた。1613年から1614年にかけて、フリードリヒ5世はグランドツアーでフランス、イギリス、オランダを回った。

### 辺境伯位の継承
フリードリヒの父ゲオルク・フリードリヒは、1621年に解散したプロテスタント同盟に加わり、プファルツ選帝侯フリードリヒ5世を支持し続け、1621年から1622年にかけて軍を率いて戦った。父ゲオルク・フリードリヒは、カトリック同盟の勝利がオーバー・バーデン占領の終結につながり、その結果バーデン＝バーデン辺境伯領の支配権を失うことを恐れたと考えられている。敗北した場合の辺境伯位の喪失の危険を回避するために、父ゲオルク・フリードリヒは1622年4月22日に息子のフリードリヒに譲位し、退位証書に署名した。4月25日、家臣はゲオルク・フリードリヒに対する忠誠の誓いから解放されたが、フリードリヒに対する臣下の礼は1622年5月23日まで行われず、皇帝は1622年8月22日まで、つまりヴィンプフェンの戦いに敗れた後まで、退位を正式に知らされなかった。
しかし、フリードリヒの治世の法的な開始時期だけでなく、実際の統治の開始時期も不明である。なぜなら、ヴィンプフェンの戦いで父親が退位した後、フリードリヒと家族は当初義兄ヴュルテンベルク公ヨハン・フリードリヒの宮廷に避難していたからである。バーデン＝ドゥルラハ辺境伯領は帝国軍と同盟軍の攻撃により荒廃し、1622年から1627年まで断続的に占領された。フリードリヒは皇帝に対し、父の軍事行動を決して支持していないと断言し、辺境伯領の返還を求めたが、1627年まで受け入れられなかった。

### バーデン＝バーデン辺境伯領の喪失
1622年8月25日、皇帝フェルディナント2世は、1594年にバーデン＝ドゥルラハによるバーデン＝バーデン辺境伯領の占領を終了し、バーデン＝バーデン辺境伯領を辺境伯エドゥアルト・フォルトゥナートの息子ヴィルヘルムに返還することを決定し、1594年以来の用益権の補償が行われることとなった。この決定の執行は皇帝の弟レオポルト5世に委ねられた。フリードリヒとヴィルヘルムの間の対立はその後の数年間続いた。28年間の収入の補償についての数回の交渉（1624年にルファックにおいて、1625年にフライブルク・イム・ブライスガウにおいて）は失敗に終わった。1627年5月27日、皇帝の圧力の下、ウィーンにおける両者の会議で合意に達した。補償金は38万ギルダーに設定され、フリードリヒはすぐに支払うことができなかったため、担保としてバーデン＝ドゥルラハ辺境伯領の領地を担保として譲渡することになった。1629年7月5日、これらを規定するさらなる合意がエットリンゲンで締結された。
この合意は帝国軍の軍事的圧力を受けて強制されたものであったため、後にフリードリヒは異議を唱えた。このようにして、1648年になってもバーデン＝バーデンを巡る争いがヴェストファーレン条約の交渉に当たった外交官たちを悩ませた。

### 1629年の賠償令とその結果
フリードリヒはすでにバーデン＝バーデン辺境伯領の支配権を失い、相続した自領のうち2ヵ所についても担保としなければならなかったが、返還令の要求に従って1552年以降に世俗化された修道院の領地をすべて返還することでさらに深刻な損失を被る恐れがあった。宗教改革は1556年にバーデン＝ドゥルラハ辺境伯に導入されたばかりであったため、この規制は事実上すべての旧修道院の領地に影響を及ぼした。
その後、フリードリヒはライプツィヒ同盟のに加わった。1630年7月6日、スウェーデン王グスタフ2世アドルフは軍隊を率いてドイツに上陸しており、プロテスタントの諸侯は皇帝が返還令を取り消す場合にのみ皇帝を支持するつもりであった。
プロテスタントの諸侯たちがスウェーデン王に加わり、再び返還令の取り消しを要求したのは、ブライテンフェルトの戦いの後になってからである。フリードリヒは1631年にマインツの冬の陣営地でグスタフ2世アドルフに会い、同盟を結んだ。この際、グスタフ2世アドルフはフリードリヒの息子ベルンハルト・グスタフの代父となった。ドイツ南西部ではスウェーデン軍が優位に立っていた間、フリードリヒはバーデン＝ドゥルラハ辺境伯領とバーデン＝バーデン辺境伯領の2地域を統治することができた。しかし、1632年には帝国軍による辺境伯領への進軍も何度か行われた。

### さらなる進展

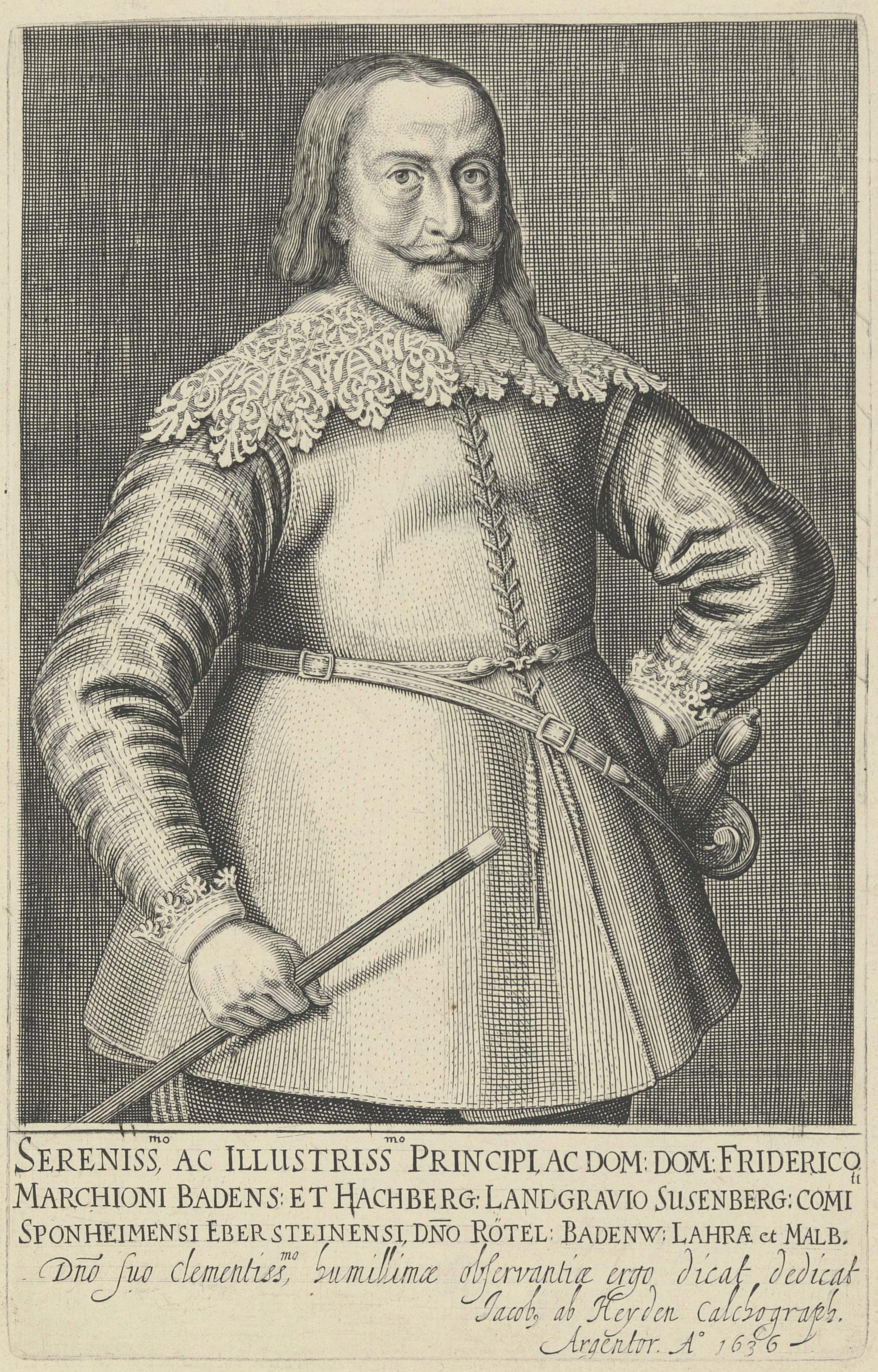
フリードリヒ5世（ヤーコプ・ファン・デル・ヘイデン画、1636年）

リュッツェンの戦いにおいてグスタフ2世アドルフが戦死した後、首相のアクセル・オクセンシェルナが統治を引き継ぎ、ドイツのプロテスタント諸侯とスウェーデン王国との新たな同盟としてハイルブロン同盟を結成し、フリードリヒもそれに加わった。1633年4月13日、フリードリヒはバーデン＝バーデン辺境伯領と上オーストリアのブライスガウを再び与えられた。1633年、フリードリヒはフランス王ルイ13世の代理人であるフキエール侯マナセ・ド・パと軍事費の資金調達について交渉した。また1633年には帝国軍が辺境伯領に侵攻し、マルクグレーフラーラントは特に大きな被害を受けた。1633年6月19日、フリードリヒはキルヒホーフェンを占領し、前回の帝国軍によるマルクグレーフラーラントの略奪に参加していたキルヒホーフェンとその周辺の村の農民300名をキルヒホーフ城の中庭で虐殺した。6月、フリードリヒはオットー・ルートヴィヒ・フォン・ザルム＝キールブルク＝メルヒンゲン伯とともにブライザッハ要塞を包囲したが、フェリア公はブライザッハ要塞を解放した。1634年、フリードリヒと息子はオクセンシェルナが招集したフランクフルト会議に参加したが、そこでネルトリンゲンの戦いにおいてスウェーデンが敗北したという知らせを聞いて驚いた。その後、辺境伯領は再びカトリック軍に占領され、辺境伯はシュトラスブルクに逃亡し、1642年までそこで暮らした。その後、1650年までバーゼルに住んだ。
1634年11月12日にオクセンシェルナが招集した会議で、フリードリヒはフランスとの同盟に参加した数少ないプロテスタントの諸侯の一人となった。フリードリヒはプラハ条約と1635年の恩赦には含まれていなかった。バーデン＝バーデン辺境伯領とドゥルラハ低地はヴィルヘルムに戻された。辺境伯領は皇帝フェルディナント2世、レオポルト5世の未亡人クラウディア・デ・メディチの管理下に置かれ、バーデン＝ドゥルラハは再びカトリックとなった。
1636年、帝国軍により3年間包囲されていた要塞が占領された。1638年、ベルンハルト・フォン・ザクセン＝ヴァイマルはバーデン＝デュルラハ辺境伯領南部に入り、ラインフェルデンの戦いで帝国軍を破った。ベルンハルトがフライブルクとブライザッハも征服した後、フリードリヒは辺境伯領南部の支配権を取り戻すことができた。1639年、フリードリヒはバーゼルのラインシュプルンクにあるハーゲンバッハ宮殿を手に入れた。この宮殿は1686年まで辺境伯の所有となり、アルテ・マルクグレーフラーホフとも呼ばれた。フリードリヒは1640/1641年の国会に皇帝から招待されず、選帝侯の要請にも応じなかった。まだスウェーデンおよびフランスと同盟関係にあったため、1641年に与えられた恩赦の恩恵を受けることができなかった。

### 和平交渉（1643年 - 1648年）
1643年4月にミュンスターとオスナブリュックで和平交渉が始まったときでさえ、皇帝とカトリック側は当初、フリードリヒがこれらの交渉に参加することを拒否した。しかし、プロテスタントの諸侯の介入を受けて、フリードリヒの参加が認められた。
フリードリヒは当初、同盟を結ぶスウェーデンを説得して、1647年4月の和平条約提案に最大限の要求を含めるよう説得することができた。1647年5月、帝国使節はフリードリヒのバーデン＝ドゥルラハ辺境伯としての復帰と、オーバー・バーデン占領に対する補償に関するウィーンとエットリンゲンの協定の破棄に同意した。フランスの介入によりフリードリヒの状況はいくらか改善されたが、スウェーデンもフランスもプロテスタントの諸侯もフリードリヒのバーデン＝バーデン辺境伯領への主張のせいで仕事全体が失敗することを望み、フリードリヒがこの大教案に同意することを期待していた。オスナブリュック講和条約第4条第26条は、最終的に辺境伯領の返還を規定した。和平交渉中、宮廷顧問官でバーデンの代官であるヨハン・ゲオルク・フォン・メルケルバッハがフリードリヒの代理人となり、（オーバー・バーデンを除く）領地と統治権を取り戻した。
フリードリヒは和平条約の結果にはあまり満足していなかったが、和平条約を記念してバーゼル近郊の自分の城エトリコン城をフリードリンゲン城と改名した。

### ホーエンゲロルトセック領に対する主張
フリードリヒの4番目の妻（1644年）、アンナ・マリア・フォン・ホーエン＝ゲロルトセック（1649年没）は、父親のヤーコプ・フォン・ホーエン＝ゲロルトセック（1634年没）の死後、ゲロルトセック家の唯一の相続人であった。ハプスブルク家はホーエンゲロルトセックの領主全体を自分たちに戻ってきた領地とみなし、そこに含まれる異質な財産に対する相続人の主張を無視した。オスナブリュック講和条約の第4条第27条では、アンナ・マリアには本物の文書の提示があれば、アンナ・マリアが主張する領地が与えられると規定されていた。アンナ・マリアはフリードリヒを後継者に任命したが、ハプスブルク家とハプスブルク家に委ねられたアドルフ・オットー・フォン・クロンベルクが再三条約の条項を履行を延期し、新たな控訴を申し立てたため、フリードリヒでさえ死ぬまで相続財産を手に入れることができなかった。

### 晩年
辺境伯領は戦後荒廃し、戦争と疫病により住民の約4分の3を失った。ほとんどの家屋は破壊または被害を受け、畑やブドウ畑は耕作されていない状態であった。
1649年、フリードリヒは遺言書を作成し、辺境伯の不可分性を取り決め、バーデン家の一方の家系が離脱した場合には、もう一方の家系がその領地を相続することも規定した。バーデン＝バーデン家の従兄弟たちとの対立にもかかわらず、バーデン家は一つという考えが続いていた。1650年、フリードリヒはドゥルラハに戻った。
1650年に彼はレッテルンに学校を再び創設し、この学校は後にレラッハ教育学校となった。また、ドゥルラハのギムナジウム（Gymnasium Illustre）を復活させた。1654年にバーデン土地法を制定したが、この法はすでに1622年に父ゲオルク・フリードリヒによって制定されていたものであった。フリードリヒ5世は1659年9月8日にカールスブルク城で65歳で亡くなり、プフォルツハイムの教会に埋葬された。 ルター派であったフリードリヒは、翌年の息子グスタフ・アドルフのカトリックへの改宗（1660年）を見ることはなかった。

## 実りを結ぶ会
1632年、フリードリヒはアンハルト＝ケーテン侯ルートヴィヒ1世に実りを結ぶ会への入会を認められた。ルートヴィヒ1世はフリードリヒにder Verwandteという会員名と、dem Biesemというモットーを与えた。フリードリヒの記章としてBiesem Hiazinth <Muscari botryoides L. Mill. var. album>が用いられた。フリードリヒの入会は、会の資料No.207に掲載されている。

## 結婚と子女
1616年12月21日、フリードリヒ5世はヴュルテンベルク公フリードリヒ1世の娘バルバラ・フォン・ヴュルテンベルク（1593年12月4日 - 1627年5月8日）と結婚した。2人の間には以下の子女が生まれた。
- フリードリヒ6世（1617年 - 1677年） - バーデン＝ドゥルラハ辺境伯
- ジビッレ（1618年11月4日 - 1623年7月7日）
- カール・マグヌス（1621年3月27日 - 1658年11月29日）
- バルバラ（1622年6月6日 - 1639年9月13日）
- ヨハンナ（1623年12月5日 - 1661年1月2日） - 1640年9月26日にスウェーデン元帥ヨハン・バネール（1596年7月3日 - 1641年5月20日）と結婚、1648年にスウェーデンの将軍でリガおよびレヴァルの総督ハインリヒ・フォン・トゥルン伯（1628年 - 1656年8月19日）と結婚。
- フリーデリケ（1625年4月6日 - 1645年6月16日）
- クリスティネ（1626年12月25日 - 1627年7月11日）

1627年10月8日にゾルムス＝ラウバッハ伯アルブレヒト・オットー1世の娘エレオノーレ・フォン・ゾルムス＝ラウバッハ（1605年9月9日 - 1633年7月6日）と結婚した。この結婚により以下の子女が生まれた。
- アンナ・フィリッピーネ（1629年9月9日 - 1629年12月27日）
- エレオノーレ（1630年11月15日没）
- グスタフ・アドルフ[15]（1631年12月24日 - 1677年12月26日） - カトリックに改宗し、1667年にベネディクト会に入会、1671年にフルダ修道院長、1673年にケンプテン修道院長、1672年に枢機卿となる。

1634年1月21日、ヴァルデック＝アイゼンベルク伯ヴォルラト4世の娘マリア・エリーザベト・フォン・ヴァルデック＝アイゼンベルク（1608年9月2日 - 1643年2月19日）と結婚した。この結婚では子供は生まれなかった。
1644年2月13日、フリードリヒ・フォン・ゾルムス＝ラウバッハ伯の未亡人でヤーコプ・フォン・ホーエン＝ゲロルトセックの娘アンナ・マリア・フォン・ホーエン＝ゲロルトセック（1593年10月28日 - 1649年5月25日）と結婚した。この結婚では子供は生まれなかった。
1650年5月20日、フュルステンベルク伯クリストフ2世の娘エリーザベト・エウセビア・フォン・フュルステンベルク（1676年6月8日没）と結婚した。この結婚では子供は生まれなかった。